# Hamilton Cuvi
Hamilton Emilio Cuvi Rivera (né le 5 août 1960 à San Francisco de Milagro en Équateur) est un footballeur international équatorien, qui évoluait au poste de milieu de terrain.

## Biographie

### Carrière en sélection
Avec l'équipe d'Équateur, il joue 45 matchs (pour 6 buts inscrits) entre 1983 et 1989. 
Il figure notamment dans le groupe des sélectionnés lors des Copa América de 1983, de 1987 et de 1989.

## Palmarès
Filanbanco
- Championnat d'Équateur :
  - Meilleur buteur : 1987 (24 buts).